# Volmar Wettergren
Volmar Wettergren, född 15 februari 1887 i Göteborg, död där 12 september 1950, var en svensk bokhandlare.
Volmar Wettergren var son till Carl Wettergren och Agnes Fredrika Lidbeck. Han avlade mogenhetsexamen i Göteborg 1906 och började sedan tjänstgöra i faderns firma Wettergren & Kerbers bokhandel, där han var delägare och 1914 blev föreståndare. När företaget 1917 ombildades till aktiebolag, utsågs Wettergren till VD. 
Wettergren var under många år aktiv medarbetare inom bokhandlarnas fackorganisationer och innehade en rad förtroendeposter där. Han blev ledamot av Svensk bokhandlareförenings centralstyrelse 1927 och av dess arbetsutskott 1937. Åren 1943–1948 var han föreningens ordförande. År 1927 invaldes han i styrelsen för bokhandlarnas speditionsbolag Seelig & Co. Han var ordförande i styrelsen för Svenska bokhandelns kreditkassa från 1933, vice ordförande i bokhandelsrådet 1943–1948 och ordförande i Svenska bokhandlareföreningens västra krets från 1931. Wettergren var även ledamot av Svenska turistföreningens Göteborgsnämnd från dess stiftande 1928 och var under många år föreningens ombud i Göteborg. Han publicerade minnesskriften En femtioårig bokhandel 1882–1932 (1932). Wettergren är begravd på Östra kyrkogården i Göteborg.